# F.L.E.R. 90210
F.L.E.R. 90210 ist das erste Solomixtape des Rappers Fler. Es erschien am 13. Januar 2006 über das Independent-Label Aggro Berlin. Das Tape wurde von DJ Desue gemixt.
Die Tracks des Mixtapes waren teilweise vorher schon bekannt, da sie als so genannte Freetracks im Umlauf waren (Pass auf!, Willkommen in Berlin (RMX)) oder zuvor bereits auf anderen Tonträgern zu finden waren wie Identität, den man auf der Aggro Ansage Nr. 5 hören konnte. Dies führte dazu, dass die Fans in diversen Internetforen ihren Unmut über die nicht hundertprozentige Exklusivität des Inhalts äußerten.
Im Januar 2007 veröffentlichte Aggro Berlin die Meldung, dass F.L.E.R. 90210 indiziert wird. Das Verkaufsverbot an Jugendliche unter 18 Jahren setzte am 31. Januar 2007 ein.

## Bedeutung des Titels
Der Titel ist angelehnt an die Postleitzahl der kalifornische Stadt Beverly Hills, welche der Wohnort vieler US-amerikanischer Schauspieler und Regisseure ist und Schauplatz der von Aaron Spelling und Darren Star produzierten Seifenoper Beverly Hills, 90210.

## Titelliste
1. Intro
2. F.L.E.R. 90210 (feat. G-Hot)
3. Neue Numma 1
4. Blut rein, Blut raus (Indizierungsgrund)
5. Jesus walks (von Shizoe)
6. Willkommen in Berlin (RMX) (feat. B-Tight, Frauenarzt, G-Hot, Megaloh, MC Bogy, Sido, Harris, Shizoe & Tony D)
7. Hamma Rapper (Indizierungsgrund)
8. Pass auf! (feat. Bass Sultan Hengzt & G-Hot)
9. Identität
10. Niemals in N.Y. (feat. G-Hot)
11. Mein Konto (feat. MC Bogy)
12. Du Hure (feat. G-Hot)
13. Shake dein Arsch (feat. G-Hot) (Indizierungsgrund)
14. Aggroberlina 2006
15. Mein Viertel (feat. Sido)
16. Hennessy (feat. Bass Sultan Hengzt)
17. Disco (Indizierungsgrund)
18. Ökorap (Hidden Track, dieser Track wird nicht in der Tracklist angezeigt, sondern ist im vorherigen Track Disco integriert und startet erst ca. 1:40 Minuten nach Ende des Songs.)

## Gastbeiträge

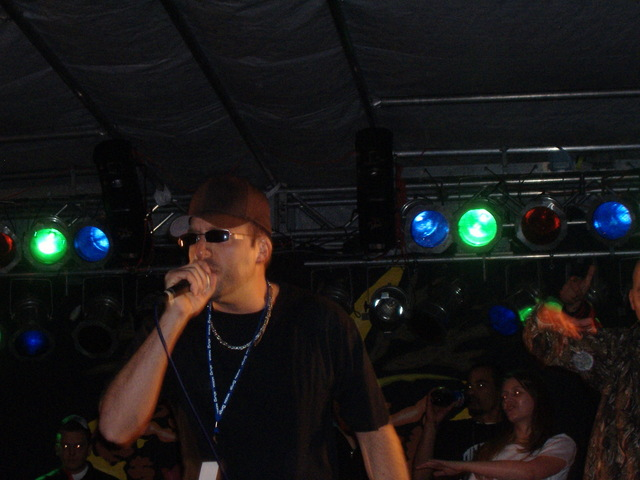
Frauenarzt, der auf dem Lied Willkommen in Berlin zu hören ist

Als Gastrapper treten ausschließlich Hip-Hop-Musiker aus dem direkten Berliner Umfeld auf. Neben B-Tight, Tony D, Sido und G-Hot, den Labelkollegen von Fler, sind auch die Berlin-Crime-Mitglieder Frauenarzt und MC Bogy vertreten. Am häufigsten tritt dabei G-Hot auf. Dieser wurde von Fler gefördert und hat an insgesamt fünf Stücken des Tonträgers mitgearbeitet. Bass Sultan Hengzt und Shizoe, die zur Entstehungszeit zu den besten Freunden Flers zählten, sind mit je zwei Gastauftritten auf dem Tonträger zu hören. Letztgenannter bekommt bei 90210 die Gelegenheit als einziger Gastmusiker ein Solo-Lied beizusteuern. Des Weiteren tauchen Harris und der Gründer des Labels Level Eight Megaloh im Remix des Stücks Willkommen in Berlin auf.

## Produktion
Da es sich bei F.L.E.R. 90210 um ein Mixtape handelt, wurden bei der Produktion der Beats teilweise bekannte Songs gesamplet oder Melodien direkt übernommen. Für 90210 wurde hauptsächlich auf 80er Jahre-Hits zurückgegriffen, darunter The Final Countdown von Europe (Intro), I love Rock ’n Roll von Joan Jett (Shake dein Arsch), Jeanny von Falco (Neue Numma 1) und Ich war noch niemals in New York von Udo Jürgens (Niemals in N.Y.). Für Mein Viertel wurde der Beat von Just a Lil Bit, einer Single von dem in Queens aufgewachsenen Rapper 50 Cent übernommen. Auf Jesus Walks, dem einzigen Track des Tapes auf dem Fler nicht vertreten ist, rappt Shizoe über den Beat des gleichnamigen Songs von Kanye West.
Allerdings wurden auch einige neu produzierte Beats benutzt. Diese sind die von DJ Desue produzierten Tracks Intro, Disco und Niemals in NY, der von Dan produzierte Track F.L.E.R 90210 und der von den Beathoavenz produzierte Beat zu dem Track Hennessey.

## Illustration
Das Cover des Mixtapes ist eng an das Logo der in den Jahren 1990–2000 produzierten Seifenoper Beverly Hills, 90210 angelehnt. In der Mitte ist ein Kreis zu sehen, der zu zwei Drittel mit den fettgedruckten Zahlen 90210 ausgefüllt ist. Über der Zahl steht F.L.E.R., unterhalb Mixtape. Beide Wörter sind der Kreiskrümmung angepasst. Das Logo ist gelb und die Schrift des Inhalts schwarz. Rechts unten ist der Kopf und eine Hand von Fler zu sehen. Links unten ist ein Verbraucherhinweis zu erkennen, der vor harten Texten warnt.

## Rezeption

### Erfolg
F.L.E.R. 90210 stieg in der fünften Kalenderwoche des Jahrs 2006 auf Platz 19 der deutschen Albumcharts ein. In den folgenden Wochen belegte das Mixtape die Positionen 32; 29; 42; 54; 75 und 81. Im Anschluss an die elfte Kalenderwoche konnte F.L.E.R. 90210 keine weitere Platzierung in den deutschen Albumcharts mehr belegen.

### Kritik
Die Redakteure des Hip-Hop-Magazins Juice verfassten in der März-Ausgabe des Jahrs 2006 eine Bewertung des Mixtapes.

„Fler feiert seinen Aufstieg in den Gold-Club mit einem, wie sollte es anders sein, Mixtape. Dieses vereint bereits bekannte Songs wie Willkommen in Berlin oder den überaus gelungenen B-Seiten-Track Identität mit brandneuen Exclusives aus dem Aggro-HQ. Natürlich wird sein Sidekick G-Hot prominent vorgestellt […], aber auch Rapper / Sänger Shizoe fällt auf, wenn er auf […] Jesus Walks […] mit den Dämonen seiner christlichen Vergangenheit aufräumt. Ein weiteres Highlight ist das Swagger-Manifest Neue Numma 1, eher daneben dagegen Niemals in N.Y. mit Udo-Jürgens-Sample und altbekannten Pro-Berlin-Losungen.“

In der Westfälischen Rundschau wurde zur Veröffentlichung des Mixtapes eine Kritik von Redakteur Jo van Edig verfasst. Darin verweist van Edig auf „nur gering vorhandene Qualitäten als Rapper“ von Fler. F.L.E.R. 90210 wird zusammenfassend als „ganz passable, wenn auch nicht unbedingt spektakuläre Werkschau“ bezeichnet. Des Weiteren werden Frauenarzt, Sido, B-Tight, Tony D und Bass Sultan Hengzt von van Edig größere musikalische Qualitäten zugewiesen als Fler. Außerdem wird der Mix von DJ Desue positiv hervorgehoben.